# Großer Preis von Las Vegas 2024
Der Große Preis von Las Vegas 2024 (offiziell Formula 1 Heineken Silver Las Vegas Grand Prix 2024) fand am 23. November auf dem Las Vegas Strip Circuit in Paradise statt und war das 22. Rennen der Formel-1-Weltmeisterschaft 2024.

## Bericht

### Hintergrund
Nach dem Großen Preis von São Paulo führte Max Verstappen in der Fahrerwertung mit 62 Punkten vor Lando Norris und mit 86 Punkten vor Charles Leclerc. Verstappen konnte an diesem Wochenende zum ersten Mal in der Saison vorzeitig Weltmeister werden. Dafür durfte Norris maximal zwei Punkte mehr als Verstappen erzielen, da bei Punktegleichheit am Ende der Saison Verstappen aufgrund der höheren Anzahl an Siegen Weltmeister sein würde. In der Konstrukteurswertung führte McLaren-Mercedes mit 36 Punkten vor Ferrari und mit 49 Punkten vor Red Bull.
Beim Großen Preis von Las Vegas stellte Pirelli den Fahrern die Reifenmischungen C3 Hard (weiß), C4 Medium (gelb) und C5 Soft (rot) sowie Cinturato Intermediates (grün) und Cinturato Full-Wets (blau) für nasse Bedingungen zur Verfügung.
Im Vorfeld des Rennwochenendes wurde FIA-Renndirektor Niels Wittich entlassen. Als sein Nachfolger wurde der bisherige Renndirektor der Formel 2 und Formel 3, Rui Marques, bekanntgegeben.
Vor dem Rennwochenende gab es einen Fahrerwechsel: Nachdem Kevin Magnussen beim Rennen in São Paulo krankheitsbedingt von Oliver Bearman vertreten wurde, kehrte er in sein Cockpit bei Haas zurück.
Die Teams Williams, Kick Sauber und RB traten mit Sonderlackierungen zu diesem Grand Prix an. Außerdem wird Alpine für die letzten drei Rennen der Saison mit pinker Lackierung antreten.
Fernando Alonso (acht), Verstappen (sieben), Lance Stroll (fünf), Nico Hülkenberg (vier), Sergio Pérez, Esteban Ocon (jeweils drei), George Russell, Oscar Piastri, Franco Colapinto (jeweils zwei) und Carlos Sainz jr. (einer) gingen mit Strafpunkten ins Wochenende.
Mit Verstappen (einmal) trat ein ehemaliger Sieger zu diesem Grand Prix an.
Als Rennkommissare für dieses Rennwochenende fungierten Nish Shetty (SGP), Matthew Selley (AUS), Vitantonio Liuzzi (ITA) und Dennis Dean (USA).

### Training
Im ersten freien Training setzte Lewis Hamilton mit 1:35,001 Minuten die Bestzeit vor Russell und Norris.
Das zweite freie Training entschied erneut Hamilton mit 1:33,825 Minuten für sich, gefolgt von Norris und Russell.
Im dritten freien Training stand erneut ein Mercedes ganz oben, Russell erzielte mit 1:33,570 Minuten die Bestzeit vor Piastri und Sainz jr.

### Qualifying
Das Qualifying bestand aus drei Teilen mit einer Nettolaufzeit von 45 Minuten. Im ersten Qualifying-Segment (Q1) hatten die Fahrer 18 Minuten Zeit, um sich für das Rennen zu qualifizieren. Alle Fahrer, die im ersten Abschnitt eine Zeit erzielten, die maximal 107 Prozent der schnellsten Rundenzeit betrug, qualifizierten sich für den Grand Prix. Die besten 15 Fahrer erreichten den nächsten Teil. Russell war Schnellster. Beide Aston Martin-Piloten, Valtteri Bottas, Alexander Albon und Pérez schieden aus. Für Pérez war es bereits das fünfte Q1-Aus in dieser Saison.
Der zweite Abschnitt (Q2) dauerte 15 Minuten. Die zehn schnellsten Piloten qualifizierten sich für den dritten Teil des Qualifyings. Hamilton war Schnellster. Liam Lawson, Colapinto, Zhou Guanyu, Magnussen und Ocon schieden aus. Colapinto hatte kurz vor Ende der Session einen heftigen Unfall. In der letzten Schikane fuhr er links innen an die Mauer und wurde dann nach rechts in die Mauer geschleudert. Colapinto konnte zwar eigenständig aus dem Wrack aussteigen, begab sich allerdings direkt ins Medical Centre zur Untersuchung. Zu diesem Zeitpunkt war ein Rennstart noch nicht sicher.
Der finale Abschnitt (Q3) ging über eine Zeit von zwölf Minuten, in denen die ersten zehn Startpositionen vergeben wurden. Russell fuhr mit einer Rundenzeit von 1:32,312 Minuten die Bestzeit vor Sainz jr. und Pierre Gasly. Für Russell war es die vierte Pole-Position in der Formel-1-Weltmeisterschaft.

### Rennen
Nach seinem Unfall im zweiten Teil der Qualifikation musste am Williams von Colapinto unter Parc-fermé-Bedingungen gearbeitet werden, sodass er aus der Boxengasse starten musste.
Beim Start konnte Russell seine Pole-Position in die Führung umwandeln. Dahinter startete Leclerc am besten und schob sich vom vierten auf den zweiten Platz vor. Nach einem erfolglosen Versuch von Leclerc, die Führung zu übernehmen, musste dieser zum Führenden abreißen lassen und fiel zurück. In der fünften Runde kam Alonso, der mit den weichen Reifen gestartet war, als erster an die Box zum Reifenwechsel. In dieser Zeit wurde gegen Piastri wegen eines möglichen Frühstartes ermittelt.
Während sich vorne Russell nach dem versuchten Überholmanöver absetzen konnte, wurde Leclerc dahinter zunächst von seinem Teamkollegen Sainz jr. und dann auch von Verstappen überholt. Nachdem seine Reifen komplett eingebrochen waren und auch Sainz jr. Probleme mit seinen Reifen bekam, wurden beide Ferrari in der neunten bzw. zehnten Runde bereits zur Box gerufen. In der zehnten Runde fuhr dann auch Piastri zum Reifenwechsel und musste eine Fünf-Sekunden-Strafe absitzen, da er beim Start nicht richtig in der Startmarkierung stand.
In Runde 11 kam es zu einem Kuriosum: Ocon fuhr an die Box, die Boxencrew von Alpine stand jedoch nicht bereit. Er fuhr durch die Boxengasse, ohne zu stoppen, verlor dadurch einige Positionen und musste eine Runde darauf erneut an die Box fahren. In der 15. Runde schied Gasly mit einem Motorschaden aus, in der 25. musste auch Albon seinen Williams mit Motorproblemen abstellen.
Nachdem alle Fahrer an der Box waren, führte Russell vor Verstappen, Sainz jr., Leclerc und Hamilton. In der 28. Runde kamen Verstappen und Hamilton zu ihrem zweiten Boxenstopp, während die beiden Ferrari zunächst draußen blieben. Sainz jr. wurde zunächst angewiesen an die Box zu kommen, kurz vor der Einfahrt wurde ihm dann aber gesagt, dass er draußen bleiben soll, die Crew sei nicht vorbereitet. Beim Einfahren in die Box verlor er einige Sekunden, die er seiner Einschätzung nach hätte nutzen können, um vor Hamilton zu bleiben, der schließlich sowohl Sainz jr. als auch Leclerc überholte. Für das Überqueren der Boxeneinfahrtslinie bekam er allerdings keine Strafe.
In Runde 30 absolvierte der letzte verblieben WM-Rivale von Verstappen, Norris, seinen zweiten Boxenstopp und Sainz jr. rückte wieder auf den fünften Platz vor. In der nächsten Runde ging dann auch Leclerc zu seinem zweiten Stopp für einen weiteren Satz harter Reifen und kam als Fünfter zurück, nun hinter Sainz jr. Beide Ferrari überholten in den Schlussrunden dann noch Verstappen.
Das Rennen endete schließlich mit einem Sieg von Russell, gefolgt von Hamilton und Sainz jr. Für Mercedes war es der erste Doppelsieg seit dem Großen Preis von São Paulo 2022, außerdem war Russell mit seinem zweiten Saisonsieg der siebte Fahrer, der in einer Saison mehr als ein Rennen gewinnen konnte, was ein Novum für die Formel-1-Weltmeisterschaft darstellt. Die restlichen Punkteplatzierungen belegten Leclerc, Verstappen, Norris, Piastri, Hülkenberg, Yuki Tsunoda und Pérez. Norris erzielte die schnellste Rennrunde und erhielt dafür einen zusätzlichen Punkt.
Da Verstappen mehr Punkte als Norris erzielte, gewann ersterer vorzeitig seinen vierten Weltmeistertitel. Er zog damit mit Alain Prost und Sebastian Vettel gleich und ist nach Juan Manuel Fangio, Michael Schumacher, Vettel und Hamilton der fünfte Fahrer, der vier Weltmeistertitel in Folge gewinnen konnte. Zufälligerweise war dies das dritte Mal, dass der Fahrertitel in Las Vegas entschieden wurde, nachdem er dort bereits 1981 und 1982 zugunsten von Nelson Piquet bzw. Keke Rosberg entschieden wurde. In allen drei Fällen belegte der Fahrer, der die Meisterschaft gewann, den fünften Platz im Rennen.
In der Fahrermeisterschaft war Verstappen somit uneinholbar, Norris hielt den zweiten Platz vor Leclerc. In der Konstrukteurswertung blieben die ersten drei Positionen unverändert.

## Meldeliste
| Team                          | Nr. | Fahrer           | Chassis                           | Motor      | Reifen |
| ----------------------------- | --- | ---------------- | --------------------------------- | ---------- | ------ |
| Oracle Red Bull Racing        | 01  | Max Verstappen   | Red Bull Racing RB20              | Honda RBPT | P      |
| Oracle Red Bull Racing        | 11  | Sergio Pérez     | Red Bull Racing RB20              | Honda RBPT | P      |
| Mercedes-AMG Petronas F1 Team | 63  | George Russell   | Mercedes-AMG F1 W15 E Performance | Mercedes   | P      |
| Mercedes-AMG Petronas F1 Team | 44  | Lewis Hamilton   | Mercedes-AMG F1 W15 E Performance | Mercedes   | P      |
| Scuderia Ferrari              | 16  | Charles Leclerc  | Ferrari SF-24                     | Ferrari    | P      |
| Scuderia Ferrari              | 55  | Carlos Sainz jr. | Ferrari SF-24                     | Ferrari    | P      |
| McLaren F1 Team               | 81  | Oscar Piastri    | McLaren MCL38                     | Mercedes   | P      |
| McLaren F1 Team               | 04  | Lando Norris     | McLaren MCL38                     | Mercedes   | P      |
| Aston Martin Aramco F1 Team   | 18  | Lance Stroll     | Aston Martin AMR24                | Mercedes   | P      |
| Aston Martin Aramco F1 Team   | 14  | Fernando Alonso  | Aston Martin AMR24                | Mercedes   | P      |
| BWT Alpine F1 Team            | 31  | Esteban Ocon     | Alpine A524                       | Renault    | P      |
| BWT Alpine F1 Team            | 10  | Pierre Gasly     | Alpine A524                       | Renault    | P      |
| Williams Racing               | 23  | Alexander Albon  | Williams FW46                     | Mercedes   | P      |
| Williams Racing               | 43  | Franco Colapinto | Williams FW46                     | Mercedes   | P      |
| Visa Cash App RB F1 Team      | 30  | Liam Lawson      | RB VCARB 01                       | Honda RBPT | P      |
| Visa Cash App RB F1 Team      | 22  | Yuki Tsunoda     | RB VCARB 01                       | Honda RBPT | P      |
| Stake F1 Team Kick Sauber     | 77  | Valtteri Bottas  | KICK Sauber C44                   | Ferrari    | P      |
| Stake F1 Team Kick Sauber     | 24  | Zhou Guanyu      | KICK Sauber C44                   | Ferrari    | P      |
| MoneyGram Haas F1 Team        | 20  | Kevin Magnussen  | Haas VF-24                        | Ferrari    | P      |
| MoneyGram Haas F1 Team        | 27  | Nico Hülkenberg  | Haas VF-24                        | Ferrari    | P      |

## Klassifikationen

### Qualifying
| Pos.                                                                      | Fahrer           | Konstrukteur                 | Q1       | Q2       | Q3       | Start |
| ------------------------------------------------------------------------- | ---------------- | ---------------------------- | -------- | -------- | -------- | ----- |
| 01                                                                        | George Russell   | Mercedes                     | 1:33,186 | 1:32,779 | 1:32,312 | 01    |
| 02                                                                        | Carlos Sainz jr. | Ferrari                      | 1:33,484 | 1:32,711 | 1:32,410 | 02    |
| 03                                                                        | Pierre Gasly     | Alpine-Renault               | 1:33,691 | 1:32,879 | 1:32,664 | 03    |
| 04                                                                        | Charles Leclerc  | Ferrari                      | 1:33,446 | 1:33,016 | 1:32,783 | 04    |
| 05                                                                        | Max Verstappen   | Red Bull Racing-Honda RBPT   | 1:33,299 | 1:33,085 | 1:32,797 | 05    |
| 06                                                                        | Lando Norris     | McLaren-Mercedes             | 1:33,592 | 1:33,099 | 1:33,008 | 06    |
| 07                                                                        | Yuki Tsunoda     | RB-Honda RBPT                | 1:33,789 | 1:33,089 | 1:33,029 | 07    |
| 08                                                                        | Oscar Piastri    | McLaren-Mercedes             | 1:33,450 | 1:33,024 | 1:33,033 | 08    |
| 09                                                                        | Nico Hülkenberg  | Haas-Ferrari                 | 1:33,920 | 1:33,114 | 1:33,062 | 09    |
| 10                                                                        | Lewis Hamilton   | Mercedes                     | 1:33,225 | 1:32,567 | 1:48,106 | 10    |
| 11                                                                        | Esteban Ocon     | Alpine-Renault               | 1:33,968 | 1:33,221 | –        | 11    |
| 12                                                                        | Kevin Magnussen  | Haas-Ferrari                 | 1:33,991 | 1:33,297 | –        | 12    |
| 13                                                                        | Zhou Guanyu      | Kick Sauber-Ferrari          | 1:34,079 | 1:33,566 | –        | 13    |
| 14                                                                        | Franco Colapinto | Williams-Mercedes            | 1:33,746 | 1:33,749 | –        | Box   |
| 15                                                                        | Liam Lawson      | RB-Honda RBPT                | 1:34,087 | 1:34,527 | –        | 14    |
| 16                                                                        | Sergio Pérez     | Red Bull Racing-Honda RBPT   | 1:34,155 | –        | –        | 15    |
| 17                                                                        | Fernando Alonso  | Aston Martin Aramco-Mercedes | 1:34,258 | –        | –        | 16    |
| 18                                                                        | Alexander Albon  | Williams-Mercedes            | 1:34,425 | –        | –        | 17    |
| 19                                                                        | Valtteri Bottas  | Kick Sauber-Ferrari          | 1:34,430 | –        | –        | 19    |
| 20                                                                        | Lance Stroll     | Aston Martin Aramco-Mercedes | 1:34,484 | –        | –        | 18    |
| 107-Prozent-Zeit: 1:39,709 min (bezogen auf Q1-Bestzeit von 1:33,186 min) |                  |                              |          |          |          |       |

Anmerkungen
1. ↑  Colapinto qualifizierte sich als 14., musste das Rennen jedoch aus der Boxengasse starten, da an seinem Wagen unter Parc-fermé-Bedingungen gearbeitet wurde.
2. ↑  Bottas erhielt eine Startplatzstrafe von fünf Plätzen für die Verwendung des sechsten Verbrennungsmotors.

### Rennen
| Pos.                                                              | Fahrer           | Konstrukteur                 | Runden | Stopps | Zeit        | Start | Schnellste Rennrunde |
| ----------------------------------------------------------------- | ---------------- | ---------------------------- | ------ | ------ | ----------- | ----- | -------------------- |
| 01                                                                | George Russell   | Mercedes                     | 50     | 2      | 1:22:05,969 | 01    | 1:35,717 (46.)       |
| 02                                                                | Lewis Hamilton   | Mercedes                     | 50     | 2      | + 7,313     | 10    | 1:35,480 (41.)       |
| 03                                                                | Carlos Sainz jr. | Ferrari                      | 50     | 2      | + 11,906    | 02    | 1:35,875 (44.)       |
| 04                                                                | Charles Leclerc  | Ferrari                      | 50     | 2      | + 14,283    | 04    | 1:35,674 (40.)       |
| 05                                                                | Max Verstappen   | Red Bull Racing-Honda RBPT   | 50     | 2      | + 16,582    | 05    | 1:36,248 (43.)       |
| 06                                                                | Lando Norris     | McLaren-Mercedes             | 50     | 3      | + 43,385    | 06    | 1:34,876 (50.)       |
| 07                                                                | Oscar Piastri    | McLaren-Mercedes             | 50     | 2      | + 51,365    | 08    | 1:36,598 (44.)       |
| 08                                                                | Nico Hülkenberg  | Haas-Ferrari                 | 50     | 2      | + 59,808    | 09    | 1:36,585 (48.)       |
| 09                                                                | Yuki Tsunoda     | RB-Honda RBPT                | 50     | 2      | + 1:02,808  | 07    | 1:36,957 (48.)       |
| 10                                                                | Sergio Pérez     | Red Bull Racing-Honda RBPT   | 50     | 2      | + 1:03,114  | 15    | 1:36,326 (42.)       |
| 11                                                                | Fernando Alonso  | Aston Martin Aramco-Mercedes | 50     | 2      | + 1:09,195  | 16    | 1:36,553 (39.)       |
| 12                                                                | Kevin Magnussen  | Haas-Ferrari                 | 50     | 1      | + 1:09.803  | 12    | 1:36.557 (49.)       |
| 13                                                                | Zhou Guanyu      | Kick Sauber-Ferrari          | 50     | 2      | + 1:14,085  | 13    | 1:36,324 (46.)       |
| 14                                                                | Franco Colapinto | Williams-Mercedes            | 50     | 2      | + 1:15,172  | Box   | 1:36,867 (37.)       |
| 15                                                                | Lance Stroll     | Aston Martin Aramco-Mercedes | 50     | 2      | + 1:24,102  | 18    | 1:37,179 (43.)       |
| 16                                                                | Liam Lawson      | RB-Honda RBPT                | 50     | 2      | + 1:31,005  | 14    | 1:36,980 (45.)       |
| 17                                                                | Esteban Ocon     | Alpine-Renault               | 49     | 3      | + 1 Runde   | 11    | 1:36,511 (47.)       |
| 18                                                                | Valtteri Bottas  | Kick Sauber-Ferrari          | 49     | 2      | + 1 Runde   | 19    | 1:36,601 (46.)       |
| –                                                                 | Alexander Albon  | Williams-Mercedes            | 25     | 1      | DNF         | 17    | 1:38.008 (21.)       |
| –                                                                 | Pierre Gasly     | Alpine-Renault               | 15     | 1      | DNF         | 03    | 1:38.314 (13.)       |
| Fahrer des Tages: Lewis Hamilton (32,7 % der abgegebenen Stimmen) |                  |                              |        |        |             |       |                      |

## WM-Stände nach dem Rennen
Die ersten zehn des Rennens bekamen 25, 18, 15, 12, 10, 8, 6, 4, 2 bzw. 1 Punkt(e). Zusätzlich wurde ein Punkt für die schnellste Rennrunde vergeben, da der betreffende Fahrer unter den ersten Zehn ins Ziel kam.

### Fahrerwertung
| Pos. | Fahrer           | Konstrukteur                 | Punkte |
| ---- | ---------------- | ---------------------------- | ------ |
| 01   | Max Verstappen   | Red Bull Racing-Honda RBPT   | 403    |
| 02   | Lando Norris     | McLaren-Mercedes             | 340    |
| 03   | Charles Leclerc  | Ferrari                      | 319    |
| 04   | Oscar Piastri    | McLaren-Mercedes             | 268    |
| 05   | Carlos Sainz jr. | Ferrari                      | 259    |
| 06   | George Russell   | Mercedes                     | 217    |
| 07   | Lewis Hamilton   | Mercedes                     | 208    |
| 08   | Sergio Pérez     | Red Bull Racing-Honda RBPT   | 152    |
| 09   | Fernando Alonso  | Aston Martin Aramco-Mercedes | 62     |
| 10   | Nico Hülkenberg  | Haas-Ferrari                 | 35     |
| 11   | Yuki Tsunoda     | RB-Honda RBPT                | 30     |
| 12   | Pierre Gasly     | Alpine-Renault               | 26     |

| Pos. | Fahrer           | Konstrukteur                 | Punkte |
| ---- | ---------------- | ---------------------------- | ------ |
| 13   | Lance Stroll     | Aston Martin Aramco-Mercedes | 24     |
| 14   | Esteban Ocon     | Alpine-Renault               | 23     |
| 15   | Kevin Magnussen  | Haas-Ferrari                 | 14     |
| 16   | Alexander Albon  | Williams-Mercedes            | 12     |
| 17   | Daniel Ricciardo | RB-Honda RBPT                | 12     |
| 18   | Oliver Bearman   | Ferrari / Haas-Ferrari       | 7      |
| 19   | Franco Colapinto | Williams-Mercedes            | 5      |
| 20   | Liam Lawson      | RB-Honda RBPT                | 4      |
| 21   | Zhou Guanyu      | Kick Sauber-Ferrari          | 0      |
| 22   | Logan Sargeant   | Williams-Mercedes            | 0      |
| 23   | Valtteri Bottas  | Kick Sauber-Ferrari          | 0      |

### Konstrukteurswertung
| Pos. | Konstrukteur                 | Punkte |
| ---- | ---------------------------- | ------ |
| 01   | McLaren-Mercedes             | 608    |
| 02   | Ferrari                      | 584    |
| 03   | Red Bull Racing-Honda RBPT   | 555    |
| 04   | Mercedes                     | 425    |
| 05   | Aston Martin Aramco-Mercedes | 86     |

| Pos. | Konstrukteur        | Punkte |
| ---- | ------------------- | ------ |
| 06   | Haas-Ferrari        | 50     |
| 07   | Alpine-Renault      | 49     |
| 08   | RB-Honda RBPT       | 46     |
| 09   | Williams-Mercedes   | 17     |
| 10   | Kick Sauber-Ferrari | 0      |